# Spirit of Eden
Spirit of Eden (с англ. — «Дух Эдема») — четвёртый студийный альбом британской группы Talk Talk, изданный лейблом EMI в 1988 году.
Согласно обзору журнала Stylus Magazine, диск представляет собой смесь попа, джаза, эмбиента, классической музыки и рока.
Spirit of Eden стал последним релизом Talk Talk, выпущенным лейблом EMI, который прекратил сотрудничество с музыкантами после низких продаж пластинки. Однако альбом был хорошо оценён музыкальными критиками.

## Об альбоме
После успеха предыдущего релиза коллектива The Colour of Spring звукозаписывающая компания EMI решила выделить большую сумму денег на запись следующей пластинки для Talk Talk. При этом время записи не ограничивалось.
Окончив запись, музыканты послали кассету с треками для нового альбома EMI, однако после её прослушивания компания попросила Марка Холлиса перезаписать материал альбома или хотя бы несколько песен, боясь, что Spirit of Eden не повторит успех The Colour of Spring, так как группа сильно удалилась от звучания предыдущего альбома. Тот ответил отказом. Выделив огромный бюджет на пластинку, компания сильно поплатилась за это. Когда Spirit of Eden был издан, Холлис заявил, что синглов и масштабного турне в поддержку альбома не будет, хотя в итоге песня «I Believe in You» всё же стала единственным синглом.
Spirit of Eden продавался хуже, чем предыдущие альбомы группы, и не повторил успеха The Colour of Spring.
Несмотря на коммерческий провал альбома, в Британии он получил серебряный статус.
Альбом заслужил широкое признание среди критиков. Pitchfork Media включил его в список «Лучших альбомов 1980-х годов», а журнал Slant Magazine удостоил 56-го места в своём списке «Лучших альбомов 80-х».

## Список композиций
Слова и музыка всех песен — Тим Фриз-Грин и Марк Холлис.
| №  | Название           | Длительность |
| -- | ------------------ | ------------ |
| 1. | «The Rainbow»      | 9:05         |
| 2. | «Eden»             | 6:37         |
| 3. | «Desire»           | 7:08         |
| 4. | «Inheritance»      | 5:16         |
| 5. | «I Believe in You» | 6:24         |
| 6. | «Wealth»           | 6:35         |

## Позиции в чартах
| Чарт (1988)         | Наивысшая позиция |
| ------------------- | ----------------- |
| Dutch Albums Chart  | 32                |
| German Albums Chart | 16                |
| Swiss Albums Chart  | 12                |
| UK Albums Chart     | 19                |

| Год  | Сингл              | Чарт                      | Позиция |
| ---- | ------------------ | ------------------------- | ------- |
| 1988 | «I Believe in You» | Dutch Singles Chart       | 65      |
| 1988 | «I Believe in You» | New Zealand Singles Chart | 43      |

## Участники записи
| - Марк Холлис — вокал, гитара, фортепиано, орган, Вариофон - Ли Харрис — ударные - Пол Уэбб — бас-гитара - Тим Фриз-Грин — фисгармония, фортепиано, орган, гитара Производство - Фил Браун — звукорежиссёр - Тим Фриз-Грин — музыкальный продюсер - Джеймс Марш — обложка альбома | Дополнительный персонал - Мартин Дичем — перкуссия - Робби Макинтош — двенадцатиструнная гитара, добро - Марк Фэлтем — губная гармоника - Саймон Эдвардс — мексиканская бас-гитара - Денни Томпсон — контрабас - Генри Лоутер — труба - Найджел Кеннеди — скрипка - Эндрю Стоуелл — фагот - Майкл Джинс — гобой - Кристофер Хукер — английский рожок |